# Championnat de Bahreïn de football 1983-1984
Navigation
Saison suivante
La saison 1983-1984 du Championnat de Bahreïn de football est la vingt-huitième édition du championnat national de première division à Bahreïn. Les neuf meilleures équipes du pays sont regroupées au sein d'une poule unique où elles s'affrontent deux fois, à domicile et à l'extérieur. En fin de saison, le dernier du classement est relégué et remplacé par la meilleure équipe de deuxième division.
C'est le club d'Al Muharraq Club, tenant du titre, qui remporte à nouveau la compétition, après avoir terminé en tête du classement final, avec deux points d'avance sur Bahrain Club et trois sur East Riffa. C'est le dix-huitième titre de champion de Bahreïn de l'histoire du club.

## Les clubs participants
| - Al Muharraq Club - Riffa Club - East Riffa - Al Hala SC - Al Qadisiya - Al Wahda Club - Al-Ahli Club - Bahrain Club - Budaiya Club |

## Compétition

### Classement
Le classement est établi sur le barème de points classique (victoire à 2 points, match nul à 1, défaite à 0).
| Rang | Équipe               | Pts | J  | G | N | P | Bp | Bc | Diff |
| ---- | -------------------- | --- | -- | - | - | - | -- | -- | ---- |
| 1    | Al Muharraq Club'T'C | 23  | 16 |   |   |   |    |    |      |
| 2    | Bahrain Club         | 21  | 16 |   |   |   |    |    |      |
| 3    | East Riffa           | 20  | 16 |   |   |   |    |    |      |
| 4    | Riffa Club           | 16  | 16 |   |   |   |    |    |      |
| 5    | Al Hala SC           | 15  | 16 |   |   |   |    |    |      |
| 6    | Al Qadisiya          | 14  | 16 |   |   |   |    |    |      |
| 7    | Budaiya Club         | 12  | 16 |   |   |   |    |    |      |
| 8    | Al-Ahli Club         | 12  | 16 |   |   |   |    |    |      |
| 9    | Al Wahda Club        | 11  | 16 |   |   |   |    |    |      |

|  | Qualification pour la Coupe des clubs champions du golfe Persique 1985 |
|  | Relégation en deuxième division                                        |
|  | T : Tenant du titre C : Vainqueur de la Coupe du Bahreïn               |

## Bilan de la saison
| Championnat de Bahreïn de football 1983-1984                        |                              |
| Champion                                                            | Al Muharraq Club (18e titre) |
| Coupes et trophées                                                  |                              |
| Vainqueur de la Coupe de Bahreïn 1983-1984                          | Al Muharraq Club             |
| Qualifications continentales                                        |                              |
| Coupe des clubs champions du golfe Persique 1985                    | Al Muharraq Club             |
| Promotions et relégations                                           |                              |
| Promus en Bahreïn Stars League                                      | Jad Hafs FC                  |
| Relégués en Championnat de Bahreïn de football de deuxième division | Al Wahda Club                |